# Gordon (Texas)
Gordon é uma cidade localizada no estado norte-americano do Texas, no Condado de Palo Pinto.

## Demografia
Segundo o censo norte-americano de 2000, a sua população era de 451 habitantes.
Em 2006, foi estimada uma população de 471, um aumento de 20 (4.4%).

## Geografia
De acordo com o United States Census Bureau tem uma área de
2,5 km², dos quais 2,5 km² cobertos por terra e 0,0 km² cobertos por água. Gordon localiza-se a aproximadamente 295 m acima do nível do mar.

## Localidades na vizinhança
O diagrama seguinte representa as localidades num raio de 36 km ao redor de Gordon.